# Alli Mauzey
Alli Mauzey (ur. 25 stycznia 1980 w Anaheim Hills w Kalifornii) – amerykańska aktorka i piosenkarka.

## Życiorys
Alli Mauzey urodziła się 25 stycznia 1980 roku w Anaheim Hills, w stanie Kalifornia. Uczęszczała do New York University i ukończyła studia stopniem akademickim Bachelor of Fine Arts.

## Kariera
Debiut Alli Mauzey na Broadwayu odbył się w 2002 roku, gdy wystąpiła w musicalu Lakier do włosów. Wystąpiła również w musicalu Beksa, w którym wcieliła się w rolę Leonory.
11 listopada 2008 roku dołączyła do obsady musicalu Wicked. Od 24 września 2013 do 22 lutego 2014 roku wcieliła się w rolę Glidny.
Alli Mauzey pracowała również przy francuskim serialu animowanym pt. A.T.O.M. Alpha Teens On Machines, który był emitowany w latach 2005–2007. W angielskiej wersji językowej podkładała głosu dwóm postaciom: Lioness i Firekat.

## Życie prywatne
Alli Mauzey mieszka wraz z mężem i trójką dzieci w Nowym Jorku.